# فرشته‌ماهی کلید
فرشته‌ماهی کلید (نام علمی: Centropyge tibicen) نام یک گونه از سرده فرشته‌ماهی‌های کوتوله است.